# Miller Brewing Company

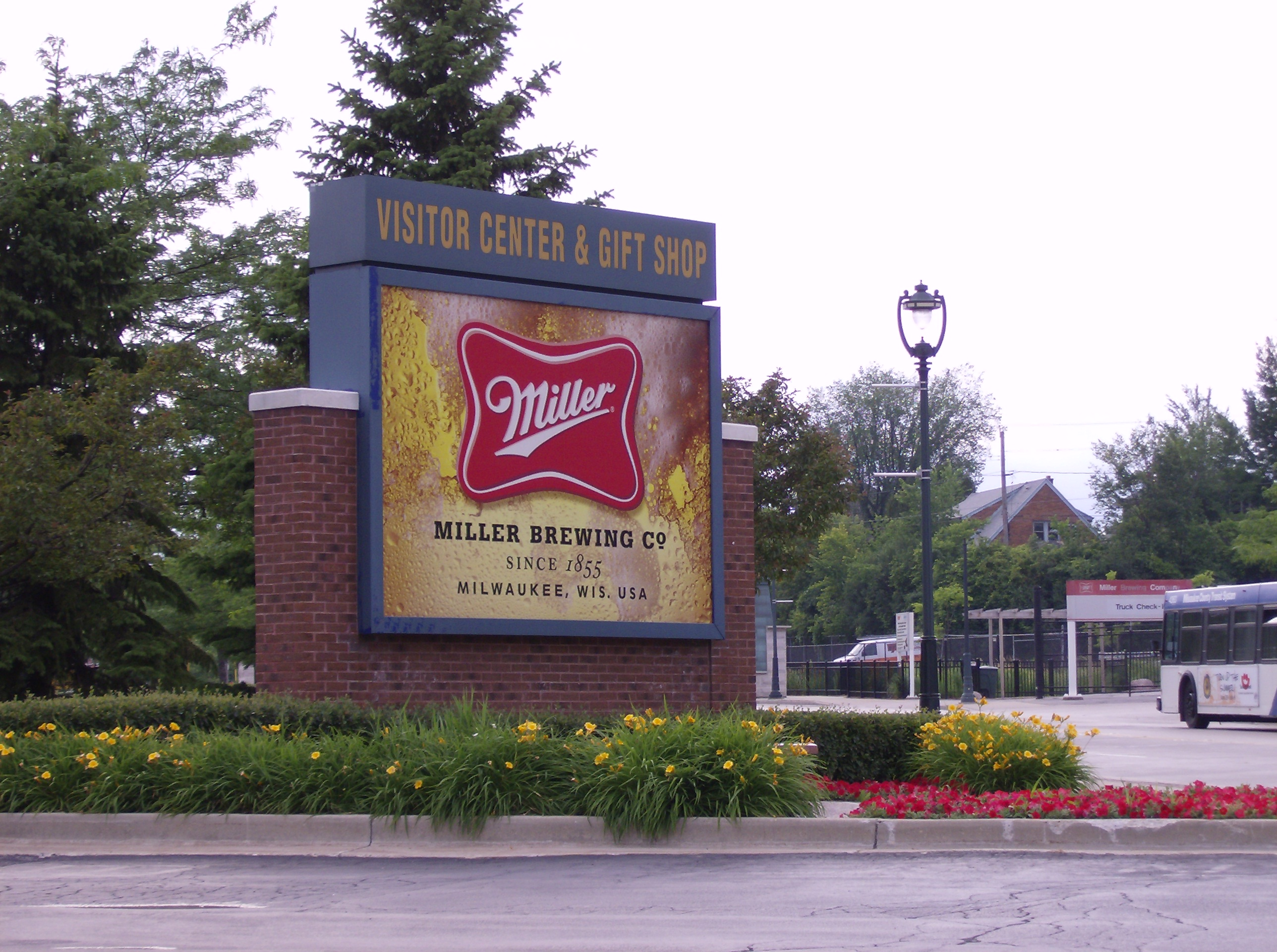
Infart till Millerbryggeriet i Milwaukee

Miller Brewing Company är ett amerikanskt bryggeri som grundades 1855 av Frederick Miller. De finns på ett flertal orter i USA. Bryggeriet i Milwaukee ligger på samma plats där företaget grundades 1855.
Miller Brewing Company är sedan 2002 ägt av SABMiller, efter att blivit uppköpt av South African Breweries från Philip Morris.

## Urval av ölsorter
- Miller Lite
- Miller Genuine Draft
- Miller High Life